# Leipomeles pusilla
Leipomeles pusilla är en getingart som först beskrevs av Adolpho Ducke 1904.  Leipomeles pusilla ingår i släktet Leipomeles och familjen getingar. Inga underarter finns listade i Catalogue of Life.